# 秦皇島駅
秦皇島駅（しんこうとうえき）は中華人民共和国河北省秦皇島市海港区にある、中国鉄路総公司（CR）の鉄道駅である。北京鉄路局所属の1等駅に設定されている。

## 乗り入れ路線
京哈線（秦瀋旅客専用線）、大秦線、津山線、津秦旅客専用線の4路線が乗り入れる。日に88本の列車が発着する。

## 歴史
- 1921年 - 開業[1]。
- 1996年8月16日 - 秦瀋旅客専用線着工。
- 2003年10月12日 - 秦瀋旅客専用線が開業。
- 2013年12月1日 - 津秦旅客専用線が開業。

## 駅構造

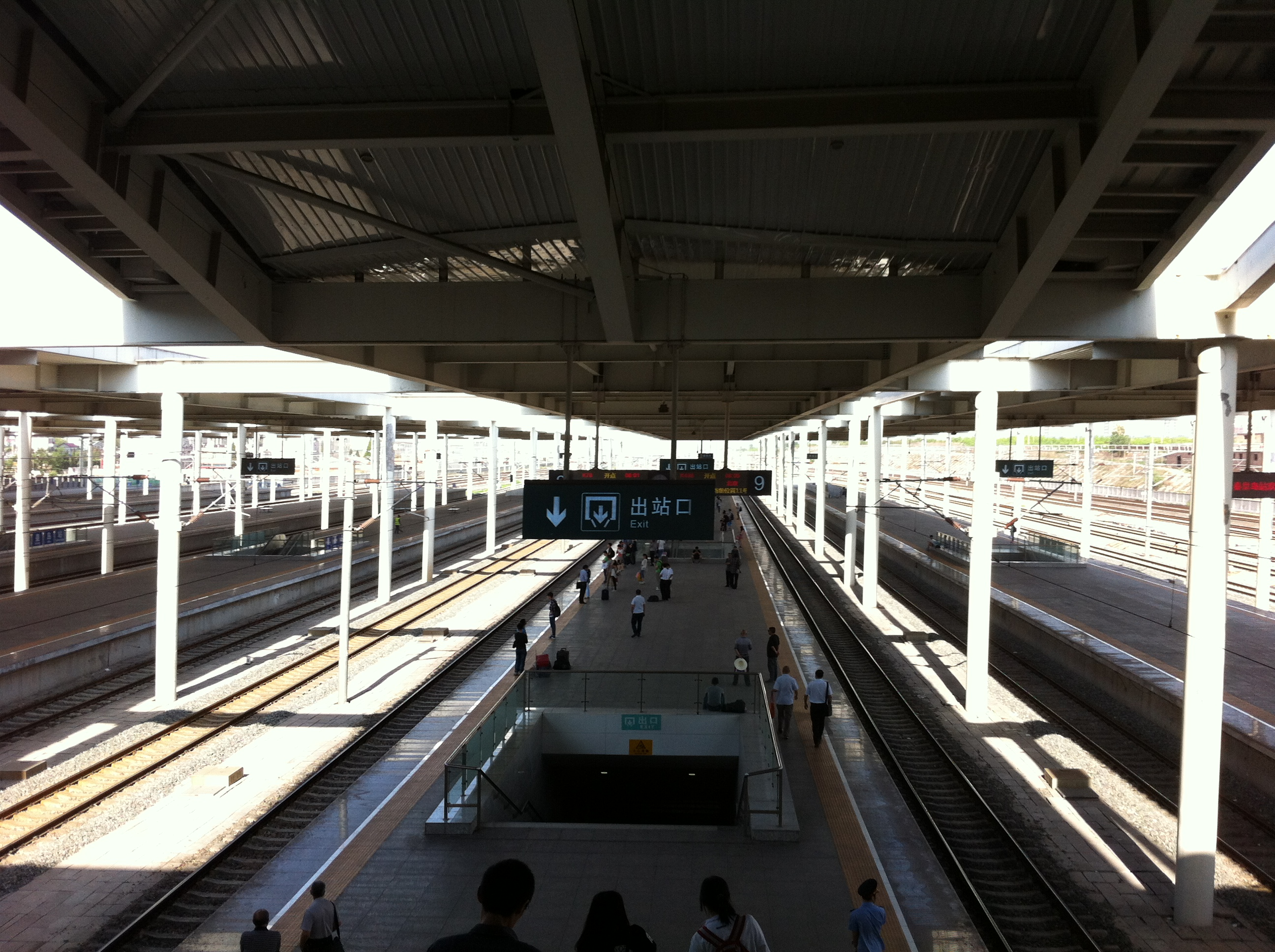
ホーム全景（2014年5月30日）

6面15線を有する地上駅である。

## 駅周辺
- 秦皇·印象購物広場
- 愛客家超市
- 百洪批発超市
- 中共范家店居民区支部委員会
- 秦皇島市海港区工商局
- 秦皇島橋梁工区
- 婦幼保健院
- 秦皇島第十九中学

## 隣の駅
中国鉄路総公司
京哈線（秦瀋旅客専用線）
南大寺駅 - 秦皇島駅 - 龍家営駅
大秦線
西張荘駅 - 秦皇島駅 - 柳村南駅
津山線
義卜寨駅 - 秦皇島駅 - 柳村北駅
津秦旅客専用線
北戴河駅 - 秦皇島駅